# Amalia Moretti Foggia
Amalia Moretti Foggia (Mantova, 11 maggio 1872 – Milano, 11 luglio 1947) è stata una giornalista e medica italiana, nota per essere stata la prima donna in Italia a essersi laureata in pediatria. Il grande pubblico l'ha conosciuta con gli pseudonimi Dottor Amal e Petronilla, che utilizzava nella sua attività di divulgatrice presso La Domenica del Corriere.

## Biografia
Nacque a Mantova da Giovan Battista, farmacista come da tradizione familiare, e da Carolina Rinoldi. Il padre seguì le orme familiari, continuando la gestione della spezieria "Santa Lucia" aperta all'inizio del 1500. Dopo gli studi al Liceo Ginnasio Virgilio della città natale, riuscì a ottenere una borsa di studi e nel 1895 si laureò in scienze naturali all'Università di Padova. Successivamente, grazie a una seconda borsa di studio, riuscì a trasferirsi nel capoluogo emiliano, proseguendo gli studi presso l'Università di Bologna dove fu la terza donna a laurearsi in medicina nel 1898. L'anno successivo si specializzò in pediatria a Firenze, diventando così la prima donna in Italia a conseguire questa specializzazione.
A Firenze conobbe Anna Kuliscioff, che oltre a essere medico era anche una dei fondatori del Partito Socialista Italiano insieme al compagno Filippo Turati. La dottoressa Kuliscioff l'aiutò a trasferirsi a Milano dove continuò la professione medica già intrapresa nella città toscana.
A Milano frequentò ambienti socialisti ed impegnati nel sociale. Fu infatti grazie alla rete femminista milanese e in particolare a Ersilia Majno che riuscì a ottenere il suo primo lavoro come medico fiscale presso la Società operaia femminile di Mutuo Soccorso. Nel 1902 iniziò a lavorare presso l'ambulatorio della Poliambulanza di Porta Venezia, lavoro che non abbandonò mai, e sposò il dottor Domenico Della Rovere. In quarant'anni di attività pediatrica alla Poliambulanza, diviene famosa anche per la sua attenzione ai problemi femminili. Moretti Foggia divenne medico personale e amica della poetessa Ada Negri, con la quale nel corso dell'intera vita ebbe un intenso scambio epistolare.
Nel 1926 iniziò la sua carriera di giornalista e di divulgatrice su La Domenica del Corriere pubblicando una rubrica, "La parola del medico", su salute e igiene sotto lo pseudonimo di Dottor Amal; i suoi contributi, volti a migliorare la vita delle persone svantaggiate, includevano anche ricette pubblicate nella rubrica "Tra i fornelli" con il nome Petronilla. Diverse raccolte di queste ricette furono successivamente pubblicate separatamente divenendo best seller.

## Riconoscimenti
- La sua città natale le ha intitolato una via.
- La nuova sede di Conegliano dell'Enaip Veneto è stata intitolata "Amalia Moretti Foggia".[7]
- Un forno-pentola elettrico, in produzione a partire dal secondo dopoguerra,[8]  è chiamato Petronilla in onore della scrittrice.[9]

## Opere
Le sue ricette sono state raccolte nei libri:
- Petronilla, Ricette
- Petronilla, Altre ricette
- Petronilla, Ancora ricette
- Petronilla, Ricette per questi tempi
- Petronilla, 200 suggerimenti per questi tempi
- Petronilla, Desinaretti per questi tempi
- Petronilla, Ricette per tempi eccezionali

e nei quaderni della Collana di perline della Petronilla, per la casa editrice Sonzogno di Milano:
- Liquori
- Marmellate, confetture, gelatine
- Sciroppi, coppe gelate, tazzine bollenti
- Torte, panettoni, ciambelle, pani-dolci
- Budini, piatti dolci
- Dolci, dolcetti, pani dolci
- Piatti di minestre (semplici e ricercate)
- Piatti di uova, verdure, formaggi
- Piatti di pesce
- Piatti di carne
- Frutti conservati
- Verdure conservate
- Carni conservate
- Antipasti, panini imbottiti
- Pranzetti e pranzoni
- Amalia Moretti Foggia, Parla il dottor Amal su piante medicinali, Milano: Sonzogno, 1940.

- Amalia Moretti Foggia, Le ricette di Petronilla, Guido Tommasi Editore-Datanova, 2017, ISBN 9788867531912